# Кубок Лівану з футболу 2018—2019
Кубок Лівану з футболу 2018—2019 — 47-й розіграш головного кубкового футбольного турніру у Лівані. Титул володаря кубка вдруге поспіль здобув Аль-Ахед.

## Календар
| Раунд        | Дата                       | Матчі | Клуби   |
| ------------ | -------------------------- | ----- | ------- |
| Перший раунд | 12-14 жовтня 2018          | 8     | 28 → 20 |
| Другий раунд | 17-18 листопада 2018       | 4     | 20 → 16 |
| 1/8 фіналу   | 29-30 січня 2019           | 8     | 16 → 8  |
| 1/4 фіналу   | 27 квітня - 10 травня 2019 | 4     | 8 → 4   |
| 1/2 фіналу   | 18-19 травня 2019          | 2     | 4 → 2   |
| Фінал        | 25 травня 2019             | 1     | 2 → 1   |

## 1/8 фіналу
| Команда 1              | Рахунок      | Команда 2                 |
| ---------------------- | ------------ | ------------------------- |
| 29 січня 2019          |              |                           |
| Салам (Згарта)         | 3:2          | Шабаб Аль-Газіех          |
| Расинг (Бейрут)        | 0:0 пен. 4:1 | Бекаа                     |
| Такадом Анкоон (2)     | 0:6          | Неджмех                   |
| Аль-Ахлі (Набатія) (2) | 0:1          | Аль-Акхаа Аль-Ахлі (Алей) |
| 30 січня 2019          |              |                           |
| Аль-Тадамон (Тір)      | 0:1          | Триполі                   |
| Оменетмен (Бейрут) (2) | 1:3          | Сафа Бейрут               |
| Шабаб Аль-Сахель       | 0:1          | Аль-Ахед                  |
| Шабаб Аль-Арабі (2)    | 1:4          | Аль-Ансар                 |

## 1/4 фіналу
| Команда 1       | Рахунок | Команда 2                 |
| --------------- | ------- | ------------------------- |
| 27 квітня 2019  |         |                           |
| Расинг (Бейрут) | 1:0     | Салам (Згарта)            |
| 28 квітня 2019  |         |                           |
| Сафа Бейрут     | 0:1     | Аль-Акхаа Аль-Ахлі (Алей) |
| 5 травня 2019   |         |                           |
| Триполі         | 0:1 дч  | Аль-Ахед                  |
| 10 травня 2019  |         |                           |
| Аль-Ансар       | 2:1     | Неджмех                   |

## 1/2 фіналу
| Команда 1       | Рахунок | Команда 2                 |
| --------------- | ------- | ------------------------- |
| 18 травня 2019  |         |                           |
| Аль-Ансар       | 2:1 дч  | Аль-Акхаа Аль-Ахлі (Алей) |
| 19 травня 2019  |         |                           |
| Расинг (Бейрут) | 1:4     | Аль-Ахед                  |

## Фінал
| Команда 1      | Рахунок | Команда 2 |
| -------------- | ------- | --------- |
| 25 травня 2019 |         |           |
| Аль-Ансар      | 0:1     | Аль-Ахед  |